# 锡耶纳车站
锡耶纳车站（義大利語：Stazione di Siena）是義大利托斯卡納大區锡耶纳的主要火车站，於1935年啟用。車站在第二次世界大戰中被毀，目前的車站是戰後重建的建築。

## 外部連結
- 维基共享资源上的相關多媒體資源：西恩納車站
- 車站簡介 （页面存档备份，存于） （義大利語）